# Titularbistum Erdonia
Das Bistum Erdonia (italienisch diocesi di Erdonia, lateinisch Dioecesis Herdonitana) ist ein Titularbistum der römisch-katholischen Kirche. 
Es geht zurück auf einen untergegangenen Bischofssitz in der antiken Stadt Herdonia, die in der süditalienischen Landschaft Apulien  (spätantike Provinz Apulia et Calabria) lag.
| Titularbischöfe von Erdonia |                        |                                           |                  |                 |
| Nr.                         | Name                   | Amt                                       | von              | bis             |
| 1                           | Roberto Calara Mallari | Weihbischof in San Fernando (Philippinen) | 14. Januar 2006  | 15. Mai 2012    |
| 2                           | Robert John Brennan    | Weihbischof in Rockville Centre (USA)     | 8. Juni 2012     | 31. Januar 2019 |
| 3                           | Gerardo J. Colacicco   | Weihbischof in New York(Portugal)         | 10. Oktober 2019 |                 |